# Lierna
Pour les articles homonymes, voir Lierna (homonymie).
Lierna est une commune de la province de Lecco dans la région Lombardie en Italie, sur le lac de Côme. Lierna est le village le plus représenté sur le lac de Côme au cours des siècles dans les œuvres d'art.

## Histoire
Les critiques historiques considèrent que à Lierna, sur la rive du lac de Côme se situait la villa disparue de Pline le Jeune, connue comme la deuxième Villa Plininiana, appelée Villa Commedia. Il est certain que Pline le Jeune, a hérité de plusieurs fermes et possessions à Lierna.
En 1933, un fossile incomplet de Lariosaurus balsami, connu sous le nom de Monstre de Lierna ou Lierny  un Lariosaurus du Trias moyen (environ 240 millions d'années), a été trouvé dans une carrière du frazione de Grumo en Lierna, à environ 10 km au nord de Lierna. Il est maintenant au Musée d'Histoire Naturelle du Palazzo Belgioioso de Lecco.

## Économie
Eau minérale naturelle Valdonendo.

## Administration
| Période                                  | Période  | Identité              | Étiquette | Qualité |
| ---------------------------------------- | -------- | --------------------- | --------- | ------- |
| 14 juin 2004                             | En cours | Favio Walter Cattaneo |           |         |
| Les données manquantes sont à compléter. |          |                       |           |         |

### Communes limitrophes
Varenna, Mandello del Lario, Olcio, Esino Lario, Oliveto Lario